# آسمان بزرگ (فیلم ۲۰۱۵)
آسمان بزرگ (به انگلیسی: Big Sky) فیلمی محصول سال ۲۰۱۵ و به کارگردانی جرج مایکل گرائو است. در این فیلم بازیگرانی همچون بلا تورن، کیرا سجویک، فرانک گریلو، آرون تویت و فرانسوا آرنو ایفای نقش کرده‌اند.